# Leonidas Alaoglu
Pour les articles homonymes, voir Alaoglu.
Leonidas Alaoglu (1914-1981) est un mathématicien canadien, célèbre pour son résultat d'analyse fonctionnelle appelé théorème d'Alaoglu (aussi appelé théorème de Banach-Alaoglu et même théorème de Banach-Alaoglu-Bourbaki sous sa forme généralisée) sur la faible-* compacité de la boule unité du dual d'un espace vectoriel normé.

## Biographie et travaux
Alaoglu est né à Red Deer en Alberta au Canada, de parents grecs. Il passe sa licence en 1936, sa maîtrise en 1937 et sa thèse en 1938, à l'âge de 24 ans, le tout à l'université de Chicago. Sa thèse, écrite sous la direction de Lawrence M. Graves, s'intitule Weak topologies of normed linear spaces (topologies faibles d'espaces vectoriels normés). Ses travaux de thèse sont à l'origine de son célèbre théorème. Le théorème de Banach-Alaoglu-Bourbaki en est une généralisation par Bourbaki pour les topologies duales.
Après plusieurs années d'enseignement à l'université d'État de Pennsylvanie, Harvard et Purdue, il devient en 1944 un analyste opérationnel pour l'United States Air Force. Son dernier poste, de 1953 à 1981, est un poste de chercheur à la Lockheed Corporation, à Burbank (Californie). Dans cette dernière période, il écrit un grand nombre de rapports de recherche, certains étant confidentiels.
Pendant ses années à la Lockheed, il participe activement aux séminaires et à d'autres activités mathématiques à Caltech, l'université de Californie à Los Angeles et l'université de Californie du Sud. Après sa mort en 1981, une série de cours en sa mémoire est instituée à Caltech, où l'on a pu voir des orateurs comme Paul Erdős, Irving Kaplansky, Paul Halmos ou W. Hugh Woodin.